# Суперсаль
Шуферсаль (івр. שופרסל‎‎) — найбільша роздрібна продовольча мережа Ізраїлю. була створена в 1958 році. Сьогодні в її складі — 248 діючих продуктових магазинів загальною площею 540 997 квадратних метрів, а персонал нараховує 13500 співробітників.

## Відділення Шуферсаль
Шуферсаль працює в п'яти різних роздрібних форматах по всьому Ізраїлю:
- "Шуферсаль Шелі" (Shufersal Sheli) — являє собою мережу зі 107 магазинів, які забезпечують торгівельні потреби клієнтів, дотримуючись концепції зручності, доступності, свіжості продукції та відмінного сервісу;
- "Шуферсаль Діль" (Shufersal Deal) — мережу з 74 дискаунтерів, які пропонують недорогі продукти протягом усього року;
- "Еш" (Yesh) — об'єднує 54 конкуруючих дисконтних магазину, які орієнтовані на різні групи населення, узгодять асортимент продуктів до потреб клієнтів і пропонують спеціальний маршрут;
- "Шуферсаль Експрес" (Shufersal Express) — об'єднує 13 міні-маркетів, запущених в серпні 2008 року. Управління в магазинах, розташованих в околицях і міських центрах, здійснюється в основному франшизами;
- "Шуферсаль онлайн" (Shufersal Online) (колишній "Шуферсаль Яширо") — це послуга, яка забезпечує придбання продуктів і їх доставку безпосередньо до клієнта додому або в офіс. Замовлення здійснюються через інтернет, телефоном або факсом.